# Чистачица (америчка ТВ серија)
Чистачица је америчка криминалистичка драмска телевизијска серија коју је развила Миранда Квок, заснована на аргентинској телевизијској серији Ла цхица куе лимпиа из 2017. Серија је премијерно приказана на Фокс-у 3. јануара 2022. У априлу 2022. године, серија је обновљена за другу сезону, која је премијерно приказана 19. септембра 2022.